# Смокі Сміт (фільм, 1935)
«Смокі Сміт» (англ. Smokey Smith) — вестерн 1935 року режисера Роберта Н. Бредбері з Бобом Стілом у головній ролі. У 1950 році вийшов ремейк фільму під назвою «Крива річка» .

## У ролях
- Боб Стіл — Смокі Сміт
- Джордж «Габбі» Гейес — Блейз Барт
- Мері Корнман — Бесс Барт
- Ворнер Річмонд — Кент
- Ерл Двайр — шериф
- Горас Карпентер — Татко Сміт
- Вейн Калверт — місіс Сміт